# Bitva u Aigospotamoi
Bitva u Aigospotamoi (též bitva u Kozích říček) v Helléspontu (Dardanely) se uskutečnila 405 př. n. l. a byla poslední hlavní bitvou tzv. dekelejské války, jež byla součástí peloponéské války. V bitvě spartské loďstvo pod vedením generála Lýsandra kompletně zničilo aténskou námořní flotilu. Tato bitva byla stěžejní pro vývoj války.

## Předcházející události
V roce 405 př. n. l. předcházela bitva u Arginuských ostrovů, kde aténské loďstvo dosáhlo velkého vítězství. Nicméně někteří aténští generálové byli pro zanechání osádek potopených aténských lodích bez pomoci popraveni v tzv. arginuském procesu. To znamenalo pro Athény mimo jiné také ztrátu zkušených velitelů.
Lýsandros sice funkci vrchního velitele spartského loďstva nemohl již oficiálně dále zastávat z legislativních důvodů, přesto se aktivně účastnil dalších bojů po boku nového vrchního velitele Kalikratida.
Lýsandros byl navíc podporován perským princem Kýrem Mladším (syn krále Dareia II. a bratr Artaxerxa II.), který se definitivně připojil na spartskou stranu. S perskou podporou bylo pro Lýsandra snadné sestavit silnou námořní armádu.
Lýsandros se svými loďmi poté působil Atéňanům velké obtíže. Především kontroloval důležité námořní zásobovací cesty.

## Aténská odezva
Aténské loďstvo dohnalo Lýsandra poté, co dosáhl města Lampsakos. Založili tábor na pláži u blízkého Sestu. Umístění tábora bylo velice nevhodné, jak ukázaly následující události. Každý den pak aténské lodě pluly k Lampsaku a čekaly, zda Lýsandros vyšle lodě proti nim. Ale Sparťané jim nepluli v ústrety, a tak se Atéňané vždy vraceli nazpět do tábora s nepořízenou.

## Alkibiadova snaha o pomoc
Alkibiadés, bývalý aténský vojevůdce, měl své sídlo nedaleko aténského ležení. Několikrát se snažil (bezvýsledně) generály přesvědčit o přemístění loďstva. Generálové ale všechny jeho návrhy k výběru vhodnějšího místa a pomoci Alkibiadových thráckých spojenců odmítali.

## Bitva
Pátý den Atéňané pravděpodobně opět vyrazili směrem k Lýsandrovi. Ten ale opět nereagoval a odmítal se s nimi utkat. Atéňané se proto navrátili do tábora. Lýsandros poté vyrazil se svými loděmi směrem k Atéňanům. Ty zastihl zcela nepřipravené na břehu a uzavřel jim únikovou cestu ze zátoky. Většina aténských lodí byla zcela nepřipravena a zakotvena u pláže. Několik aténských lodí na vodě mělo příliš omezený prostor pro plavbu, a tak se staly snadnou obětí spartských útočníků. Uniknout se podařilo pouze devíti aténským lodím pod velením generála Konóna. Aténské loďstvo bylo zcela zničeno bez boje a navíc na souši. Většina aténských vojáků (asi 4000) padla do zajetí a Lýsandros je nechal popravit.

## Následky

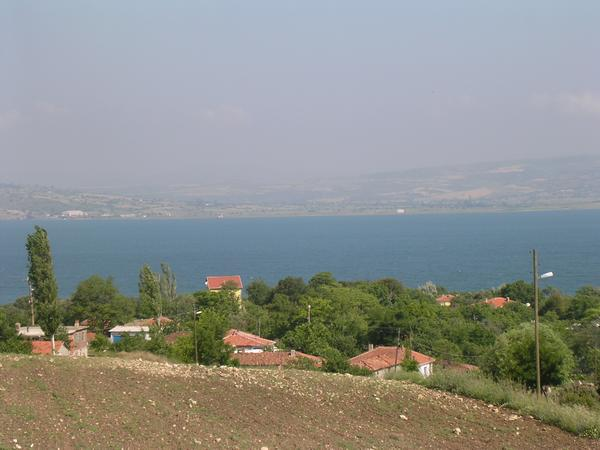
Současný pohled na Aigospotamoi přes Hellespont

Lýsandros poté vyrazil k Athénám. Námořní blokádou zcela omezil přísun nových zásob do města. Z vnitrozemí oblehly Athény pozemní síly Sparty pod vedením krále Ágida. Po několikaměsíční blokádě a hladomoru uvnitř města Athény kapitulovaly. Obranné hradby byly strženy a dosazena byla prospartánská vláda oligarchů známá jako vláda 30 tyranů. Tím byla ukončena peloponéská válka.